# غونزالو بيريز (لاعب كرة قدم)
غونزالو بيريز (بالإسبانية: Gonzalo Germán Pérez Corbalán)‏ هو لاعب كرة قدم أوروغواياني، ولد في 4 يناير 2001 في مونتفيدو في الأوروغواي.

## وصلات خارجية
- غونزالو بيريز على موقع قاعدة بيانات كرة القدم.إي يو (الإنجليزية)
- غونزالو بيريز على موقع Soccerway.com (الإنجليزية)
- غونزالو بيريز على موقع عالم كرة القدم.نت (الإنجليزية)